# Bupleurum kohistanicum
Bupleurum kohistanicum är en flockblommig växtart som beskrevs av Nasir. Bupleurum kohistanicum ingår i släktet harörter, och familjen flockblommiga växter. Inga underarter finns listade i Catalogue of Life.